# 蒙泰兰
蒙泰兰（法語：Monterrein，法語發音：[mɔ̃tɛʁɛ̃]）是法国莫尔比昂省的一个旧市镇，属于瓦讷区。2019年，蒙泰兰并入市镇普洛埃梅勒。

## 地理
蒙泰兰（47°52'49"N, 2°21'28"W）面积7.01 平方千米，位于法国布列塔尼大區莫尔比昂省，该省份为法国西北部沿海省份，位于布列塔尼半岛南部，北起阿摩尔滨海省、西接菲尼斯泰尔省，南濒大西洋，东南接大西洋卢瓦尔省，东临伊勒-维莱讷省。
与蒙泰兰接壤的市镇（或旧市镇、城区）包括：普洛埃梅勒、欧冈、卡罗、拉沙佩勒卡罗、瓦勒杜斯特。

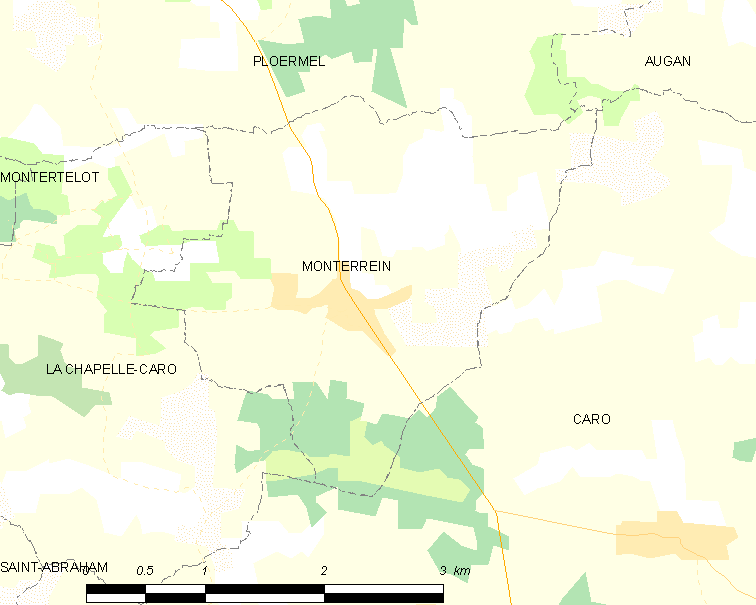
蒙泰兰的OSM定位图

蒙泰兰的时区为UTC+01:00、UTC+02:00（夏令时）。

## 行政
蒙泰兰的邮政编码为56800，INSEE市镇编码为56138。

## 政治
蒙泰兰所属的省级选区为普洛埃梅勒县。

## 人口

1962-2008年间蒙泰兰人口变化图示

蒙泰兰于2018年1月1日时的人口数量为396人。